# Wickie de Musical
Wickie de Musical was een Vlaamse, Nederlandse en Duitse musicalproductie van Studio 100 uit 2015 in regie van Tijl Dauwe.
De musical ging in België in première op 5 april 2015 in Het Studio 100 Theater De Panne (voorheen Plopsa Theater en Proximus Theater)  en later ging de musical ook naar Nederland en Duitsland. In Nederland op 9 augustus 2015 in het Luxor Theater in Rotterdam en in Duitsland op 24 augustus 2016 in de Tempodrom in Berlijn.                                                                                                  

## Het verhaal
Alles is rustig en vredig in Flake, iedereen maakt zich klaar voor het Lentefeest. Maar Vreselijke Sven en diens assistent Pox hebben een plannetje bedacht. Ze willen Wickie ontvoeren voor losgeld (de twee enorme diamanten van godin Freya). Alleen in plaats van Wickie te ontvoeren ontvoerden ze Ylvie, Wickie's vriendin, tijdens het spelen van verstoppertje. De inwoners van Flake gaan op pad om Ylvie te bevrijden maar Wickie mocht niet mee omdat de tocht te gevaarlijk is. Wickie glipt stiekem toch op de Drakar om mee te gaan op avontuur. Maar het avontuur verloopt niet vlekkeloos. Er komt een enorme storm waardoor ze besluiten naar de ijsgrotten af te dwalen waar ze de ijsco-mambo's tegenkwamen. De ijsco-mambo's waren een gevaarlijke stam maar Halvar onderschatte dit en noemde ze de vrouwenbond. Doordat ze zich lieten verleiden door een ijsje te nemen tijdens een lied werden ze vastgebonden door de ijsco-mambo's. Uiteindelijk bevrijden ze zichzelf en vluchten ze weg van de ijsco-mambo's maar wat blijkt, Wickie heeft een idee om terug te gaan naar de Ijsco-mambo's en ze hulp te vragen om mee te helpen tegen Vreselijke Sven. Uiteindelijk verslaan ze Vreselijke Sven en halen ze Ylvie terug naar Flake en vieren ze samen het lentefeest.

## Rolverdeling

### Vlaamse versie[2]
Acteurs van de Belgische versie van Wickie de Musical
| Rol                   | Acteur              | Understudy's / Alternates |
| --------------------- | ------------------- | ------------------------- |
| Wickie                | Remi De Smet        | Nolle de Kock             |
| Ilvie                 | Lotte Heuten        | Laurine Verbruggen        |
| Halvar                | Dirk Bosschaert     | Simon Zwiers              |
| Ylva                  | Marleen van der Loo |                           |
| Vreselijke Sven       | Serge Quisquater    |                           |
| Pox                   | Jurgen Stein        |                           |
| Tjurre                | James Cooke         |                           |
| Snorre                | Steve Beirnaert     |                           |
| Ulme                  | Steven Colombeen    |                           |
| Urobe                 | Bass Timmers        |                           |
| Gorm                  | Joris Gootjes       |                           |
| Faxe                  | Menno Kohler        |                           |
| Elzaeenoog / Clodovea | Elke Buyle          |                           |
| Greta                 | Martine de Jager    |                           |
| Pilchard              | Manon De Boevre     |                           |
| Ensemble              | Esther Stolker      |                           |
| Piraat 1              | Juan Gerlo          |                           |
| Piraat 2              | Christophe Degelin  |                           |
| Piraat 3              | Mark Van Beelden    |                           |
| Piraat 4              | Michaël Zanders     |                           |
| Piraat 5              | Remy Vetters        |                           |
| Gilby                 | Nolle De Kock       |                           |
| Dorpsmeisje           | Laurine Verbruggen  |                           |
| Swing Off Stage       | Giovanni Kemper     |                           |

### Nederlandse versie[3]
| Rol                   | Acteur              | Extra |
| --------------------- | ------------------- | ----- |
| Wickie                | Remi De Smet        |       |
| Ylvie                 | Lotte Heuten        |       |
| Halvar                | Simon Zwiers        |       |
| Ylva                  | Marleen van der Loo |       |
| Tjurre                | James Cooke         |       |
| Snorre                | Steve Beirnaert     |       |
| Vreselijke Sven       | Jeroen Phaff        |       |
| Elzaeenoog / Clodovea | Josje Huisman       |       |
| Faxe                  | Menno Kohler        |       |
| Gorm                  | Joris Gootjes       |       |
| Urobe                 | Bass Timmers        |       |
| Greta                 | Martine de Jager    |       |

### Duitse versie
| Rol                   | Acteur            | Extra |
| --------------------- | ----------------- | ----- |
| Wickie                | Angelika Linder   |       |
| Ylvi                  | Ann-Christin Pape |       |
| Halvar                | Niet bekend       |       |
| Ylva                  | Niet bekend       |       |
| Tjurre                | Niet bekend       |       |
| Snorre                | Bas Timmers       |       |
| Vreselijke Sven       | Rüdiger Schade    |       |
| Pokka                 | Ben Tweesmann     |       |
| Elzaeenoog / Clodovea | Niet bekend       |       |
| Faxe                  | Niet bekend       |       |
| Gorm                  | Niet bekend       |       |
| Urobe                 | Niet bekend       |       |
| Greta                 | Niet bekend       |       |

## Musicalnummers[4]
- Ouverture
- De machtigste piraat
- Goedemorgen Flake!
- Zeg het haar wel, zeg het haar niet
- Lieve Freya
- Vikings val aan
- Storm op zee
- De ijsco-mambo
- De confrontatie
- Ik ben verliefd op een piraat
- Mijn zoon Wickie
- De vrouwen van Flake
- Lentefeest
- Vaar mee met Wickie

'14-'18 · '40-'45 (België) · '40-'45 (Nederland) · De 3 Biggetjes · 3 Musketiers · Aida · Alice in Wonderland · A xXxmas Carola · Anatevka · Assepoester · Belle en het Beest · Billie Holiday · Bloedbroeders · The Bodyguard · Cabaret · Camelot · Cats · Chicago · Ciske de Rat · Cyrano de Bergerac · De Schone van Boskoop · Daens · Dirty Dancing · Doe Maar! · Domino · Doornroosje · Dracula · Drood · Elisabeth · Evita · Fame · De Finale · Flashdance · Foxtrot · Goodbye, Norma Jeane · Grease · Hair · High School Musical · De Jantjes · Jekyll & Hyde · Jersey Boys · Jesus Christ Superstar · Kadanza · De kleine zeemeermin · Koning van Katoren · Kruimeltje · Kuifje: De Zonnetempel · Kunt u mij de weg naar Hamelen vertellen, mijnheer? · The Last Five Years · Lelies · The Lion King · The Little Mermaid · Love Story · Lover of Loser · Mamma Mia! · De man van La Mancha · Mary Poppins · Les Misérables · Miss Saigon · Muerto! · De Muze van Rubens · My Fair Lady · On Your Feet! · Op hoop van Zegen · Oorlogswinter · The Passion · Pauline & Paulette · The Phantom of the Opera · Pinokkio · Red Star Line · Rembrandt · Robin Hood · Romeo en Julia, van Haat tot Liefde · De Rozenoorlog · Shhh...it happens! · Shrek · Soldaat van Oranje · Spring Awakening · De sprookjesmusical Klaas Vaak · Sneeuwwitje · The Sound of Music · Tarzan · Titanic · Turks fruit · Urinetown · De Vliegende Hollander · Wat Zien Ik?! · Wicked · The Wild Party · The Wiz · Wickie de viking de musical
    Portaal Musical